# ディストル・ミュージックエンターテインメント
株式会社ディストル・ミュージックエンターテインメントは、かつて神奈川県横浜市に存在した音楽制作プロダクション。

## 概要
2012年3月14日、当時音楽ユニットエソラビトのメンバーであった生明尚記が「アーティストも一社会人」を掲げ、横浜市中区に会社設立。主に横浜市を中心とした地域密着型の音楽事務所として、アーティストマネジメント、CD制作、イベント企画・運営等を行う。地元出身アーティストの育成・輩出や、音楽を通じた地域振興色の強い事業が特徴。
2018年12月に経営難を理由に会社を閉業。
なお取締役の生明は、2019年4月以降は本名の生明辰也名義で山形県に本社を置くさくらんぼテレビ（フジテレビ系列）でアナウンサーとして活動し、2021年11月末を以て退職した。

## 所属アーティストの傾向
比較的若年のアーティストで構成され、ポップス色の強いシンガーソングライターと、クラシック奏者の２タイプに大別することができる。駅前路上ライヴに注力しながら、各種イベント出演やライヴハウス・ホールでの演奏を定期的に行うスタイルを基本としている。

## 所属アーティスト
- 生明麻衣子（フルーティスト、生明尚記の姉）
- エソラビト（磯子区地域活性化テーマソング大使）
- 加藤礼奈
- 森下邦太
- kaho*（戸塚密着型シンガーソングライター）
- vallote